# 李熙道
李熙道（韓語：이희도，1955年10月1日—），韓國男演員。原本是話劇演員，1983年加入MBC開始演出電視和電影作品。他在劇中多數都是飾演配角，比較引起觀眾注意的是《大長今》的「崔判述」及《李祘》的「朴達浩」。

## 演出作品

### 電視劇
- 1983年：MBC《朝鮮王朝五百年－回天門》飾演 光海君李琿
- 1991年：MBC《黎明的眼睛》飾演 吳夏羅
- 1994年：MBC《天國的陌生人》
- 1995年：MBC《未来世界》
- 1995年：SBS《沙漏》
- 1996年：KBS《媳婦三國志》
- 1999年：MBC《医道》飾 具一書
- 2000年：MBC《用眼睛说话》
- 2000年：KBS《帅气的朋友们》
- 2001年：MBC《商道》
- 2001年：KBS《蓝雾》
- 2001年：KBS《明成皇后》
- 2002年：SBS《玻璃鞋》飾演 黃國圖
- 2002年：MBC《家和万事成》
- 2002年：MBC《御史朴文秀》
- 2003年：MBC《1%的可能性》
- 2003年：MBC《張嬉嬪》飾 張希載
- 2003年：MBC《大長今》飾演 崔判述
- 2003年：MBC《男人香气》
- 2003年：MBC《我人生的汙點》
- 2004年：SBS《玻璃畫》
- 2004年：SBS《小岛老师》
- 2005年：MBC《第五共和国》
- 2005年：KBS《海神》
- 2005年：MBC《加油！金順》飾演 金兒的父親
- 2005年：SBS《薯童谣》飾演 黑齒平
- 2006年：KBS《走为上策》
- 2006年：KBS《再见先生》
- 2006年：KBS《黃真伊》
- 2007年：MBC《白色巨塔》飾演 劉必尚
- 2007年：MBC《9回末2出局》飾演 卞鍾宇
- 2007年：MBC《李祘》飾演 朴達浩
- 2008年：KBS《三个爸爸一个妈》飾演 宋夢山
- 2008年：KBS《大姐姐》
- 2008年：MBC《大韓民國的律師》
- 2009年：KBS《夥伴情人》飾演 柳萬成
- 2009年：KBS《傳說的故鄉》
- 2009年：MBC《創造情緣》飾演 沈大煥（惠琳父）
- 2010年：KBS《名家》
- 2010年：MBC《同伊》飾演 黃周植
- 2010年：SBS《大物》飾演 徐順才
- 2011年：KBS《我們家的女人們》飾演 李榮浩
- 2011年：KBS《公主的男人》飾演 韓明澮
- 2012年：SBS《工薪族楚漢志》飾演 吳廣
- 2012年：MBC《馬醫》飾演 秋基北
- 2012年：KBS《田禹治》
- 2013年：tvN《瘋狂愛情》飾演 吳泰山
- 2013年：KBS《天命：朝鮮版逃亡者故事》飾演 張弘達
- 2014年：MBC《媽媽》飾演 具社長
- 2014年：MBC《Drama Festival－怨女日記》飾演 地主李氏（特別演出）
- 2015年：Mnet《七顛八起具海拉》飾演 將軍的父親
- 2015年：KBS《Who Are You－學校2015》飾演 校監
- 2016年：MBC《獄中花》飾演 孔載明
- 2018年：MBC《秘密與謊言》飾演 朴春成（特別出演）

### 电影
- 1990年：《年青时的肖像》
- 2001年：《梦中人》
- 2002年：《光复节特赦》
- 2005年：《甜蜜杀人犯恋人》
- 2006年：《我的队长金大出》
- 2006年：《无道里》